# Glyphonyx chiapasensis
Glyphonyx chiapasensis is een keversoort uit de familie kniptorren (Elateridae). De wetenschappelijke naam van de soort is voor het eerst geldig gepubliceerd in 1990 door Zaragoza Caballero, S.